# Minaucourt-le-Mesnil-lès-Hurlus
Minaucourt-le-Mesnil-lès-Hurlus is een gemeente in het Franse departement Marne (regio Grand Est) en telt 77 inwoners (2009). De plaats maakt deel uit van het arrondissement Châlons-en-Champagne.

## Geografie
De oppervlakte van Minaucourt-le-Mesnil-lès-Hurlus bedraagt dus 32,1 km², de bevolkingsdichtheid is 2,4 inwoners per km².
De onderstaande kaart toont de ligging van Minaucourt-le-Mesnil-lès-Hurlus met de belangrijkste infrastructuur en aangrenzende gemeenten.

## Demografie
Onderstaande figuur toont het verloop van het inwonertal (bron: INSEE-tellingen).

1. ↑  Populations de référence 2022.